# Lars Leese
Lars Leese (Köln, 1969. augusztus 18. –) német labdarúgókapus, edző.

## Pályafutása
1992 és 1995 közt a VfB Wissenben védett. Ezután egy évig az SCB Preußen Köln játékosa volt. Ezután egy évig a Bayer Leverkusen hálóőre volt. 1997. nyarán a Premier League-szereplő Barnsley igazolta le. Az angol csapatban két évig játszott, majd egy év szünet visszatért szülővárosába a Preußen Kölnhöz. 2001 és 2003 között a Borussia Mönchengladbach tartalékcsapatában védett.  2005-ben az 1. FC Köln II-től vonult vissza.

## Edzőként
2005 és 2014 között kisebb csapatokat irányított.